# Harry Munter
Harry Munter è un film drammatico svedese del 1969 diretto da Kjell Grede.

## Trama
Harry Munter è un sognatore, un ragazzo sensibile e tecnologicamente dotato che sta per affrontare l'adolescenza. Volendo aiutare tutti, si libra come uno strano uccello in volo, dovendo scegliere chi aiutare. 

## Riconoscimenti
- 1970 - Guldbagge
  - Migliore attore a Carl-Gustaf Lindstedt